# エム・ベイポイント幕張
エム・ベイポイント幕張（エム・ベイポイントまくはり）は、千葉県千葉市美浜区の幕張新都心に所在する超高層ビル。1994年（平成6年）の第4回インテリジェント・アワード優秀賞を受賞。

## 概要
NTTグループ企業や一般企業が入居しているオフィスビル。イオンファンタジー、ハンナインスツルメンツ・ジャパンやNID・MI（エヌアイデイ・エムアイ）などの本社やミニストップ幕張事務所、NTTコムウェアの拠点なども入居する。建築規模は地下1階 - 地上25階建ての超高層ビルとなっている。設計・監理はNTTファシリティーズ建築事業本部の平山文則など、デベロッパーはNTT都市開発が行っている。

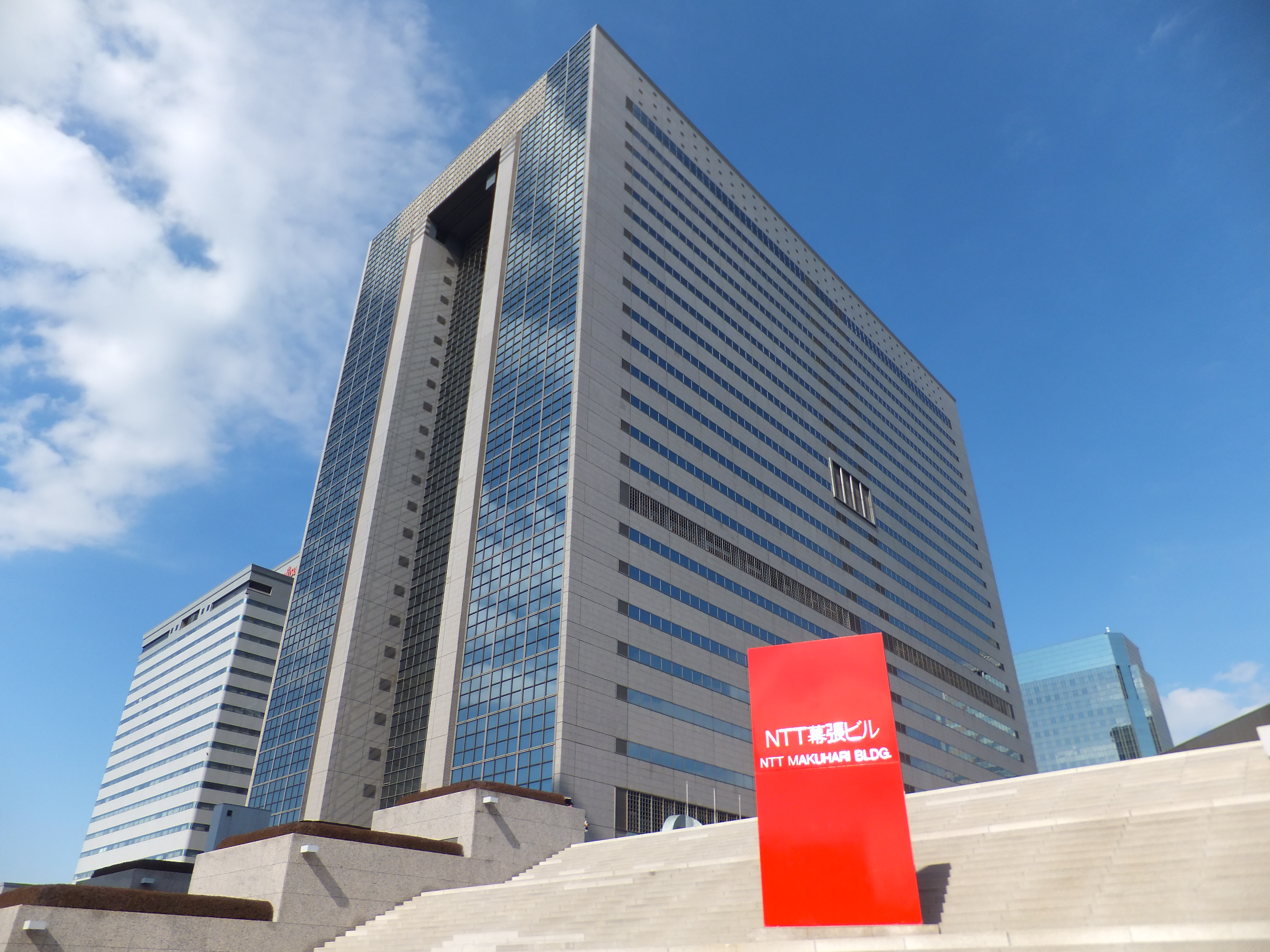
NTT幕張ビル時代の外観

アトリウムを中心にアメニティ施設を配置している。中間階の通信機械室階をはさみ上下に2層のアトリウムを持ち、上部のアトリウムは地上高約60メートル、床面積約7000平方メートルの空中庭園を設け、同階に位置する社員レストランとともに人が行き交う賑わいの場としている。 基準階の両ウイング接続部には、アトリウムおよび外部に面した打ち合わせラウンジを設けている。

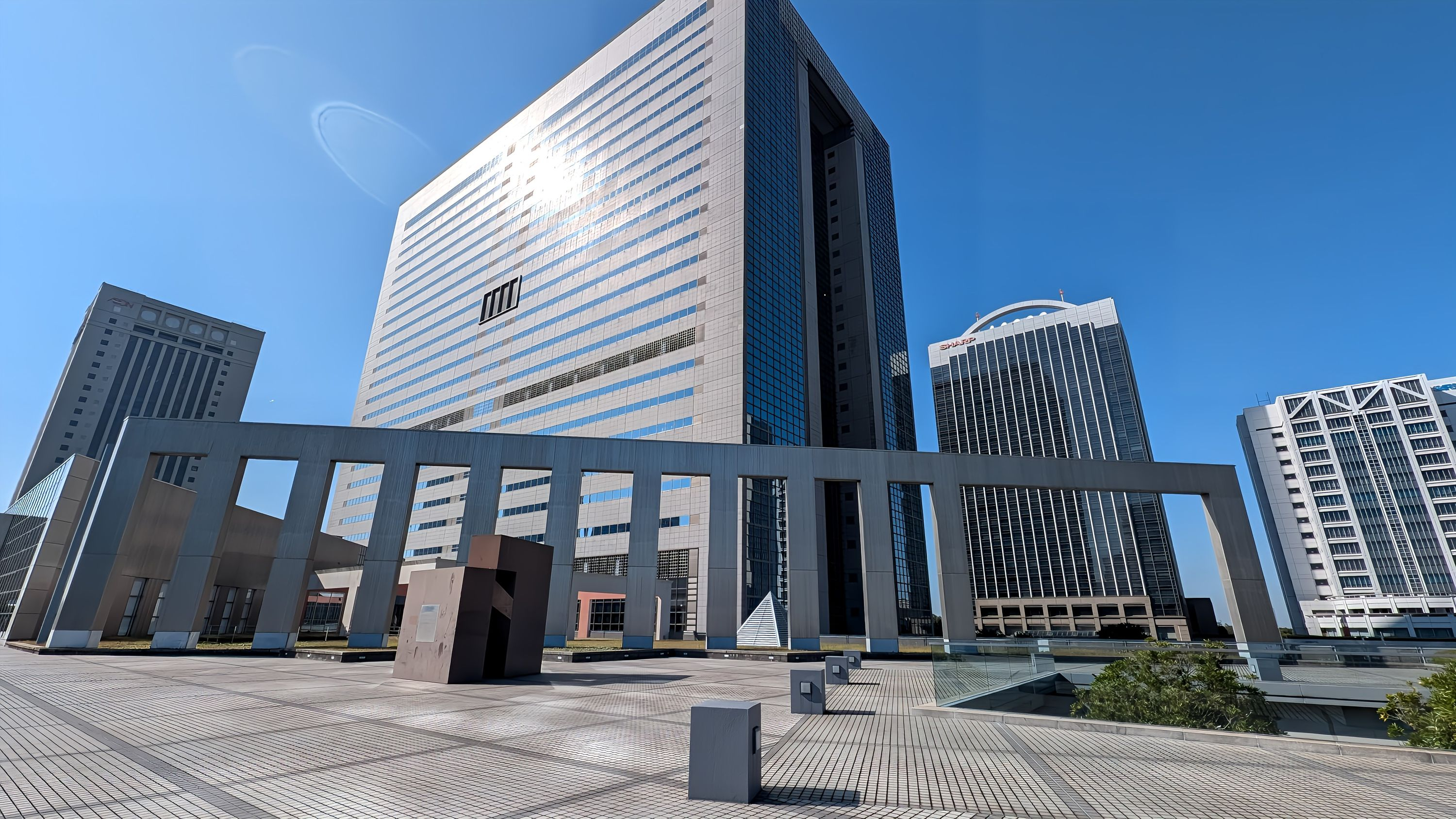
エム・ベイポイント幕張の高架歩道 01
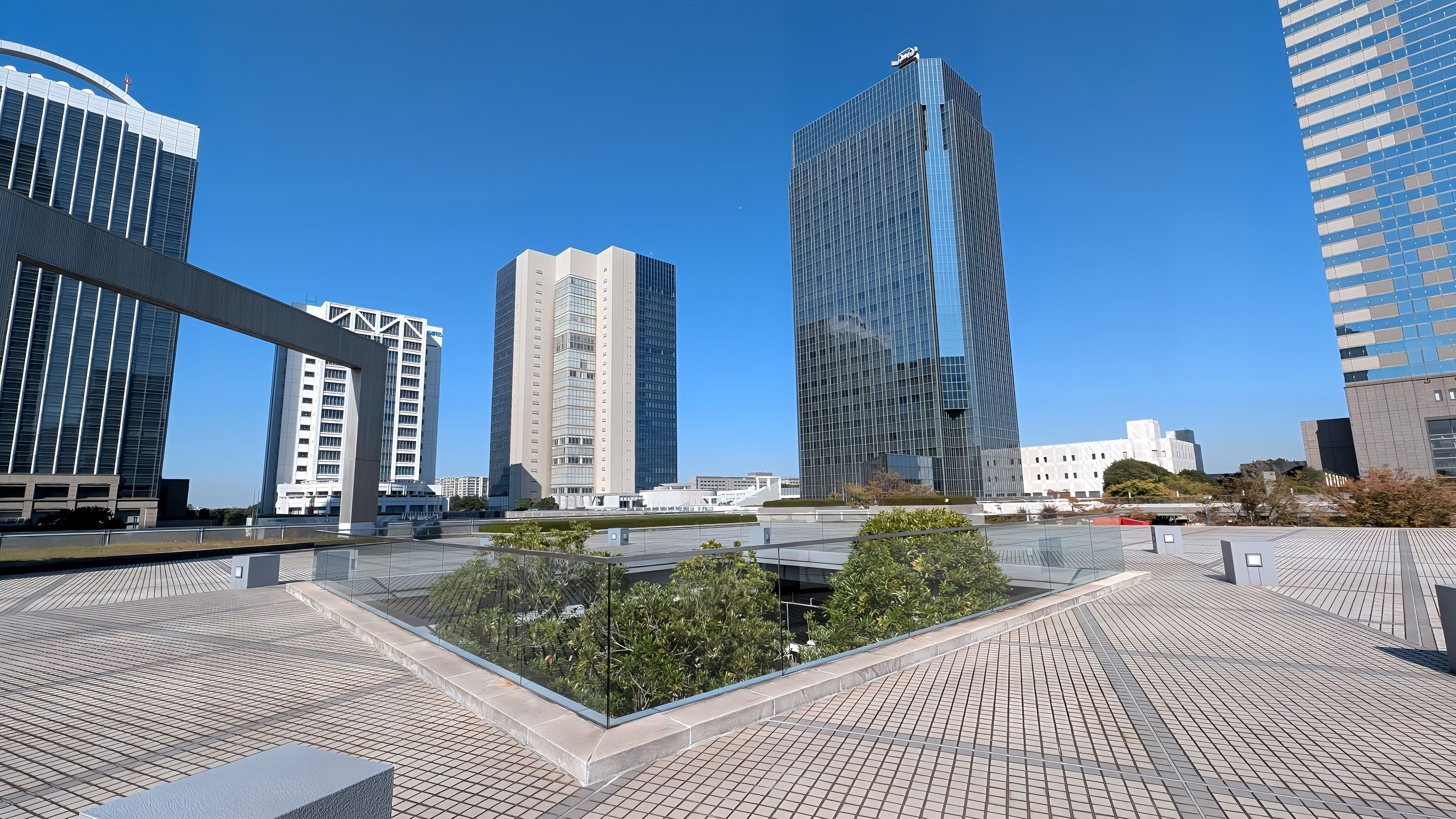
エム・ベイポイント幕張の高架歩道 02

## 施設
- フリーアクセスフロア（配線方式）
- 防犯設備：機械警備
- 駐車場：642台

## 歴史
- 1993年（平成5年）6月 - NTT幕張ビルとして竣工[5]。
- 1994年（平成6年） - 第4回インテリジェント・アワード優秀賞を受賞[2]。
- 2016年（平成28年）3月23日 - NTT都市開発がNTT幕張ビルを合同会社に譲渡[7]。
- 2017年（平成29年）4月1日 - NTT幕張ビルからエム・ベイポイント幕張に名称を変更[8]。

## アクセス

### 公共交通機関
- JR東日本 海浜幕張駅 徒歩約8分

### 自動車
- 最寄りのインターチェンジ
  - 東関東自動車道 湾岸千葉インターチェンジ

## 作品
DAYNITEロケーションサービスによる受け入れ態勢やアクセスの良さなどから、映画やドラマ、ミュージックビデオなどのロケーション撮影が多く行われている。
- ミュージック・ビデオ『二人セゾン（欅坂46）[11][12]』
- テレビドラマ『隠蔽捜査[13]』
- テレビドラマ『Missデビル 人事の悪魔・椿眞子[14]』
- ミュージック・ビデオ『Start over!（櫻坂46）』
- 映画『マルタイの女』（伊丹十三監督、1997年。※NTT幕張ビル時代）